# José Terrón

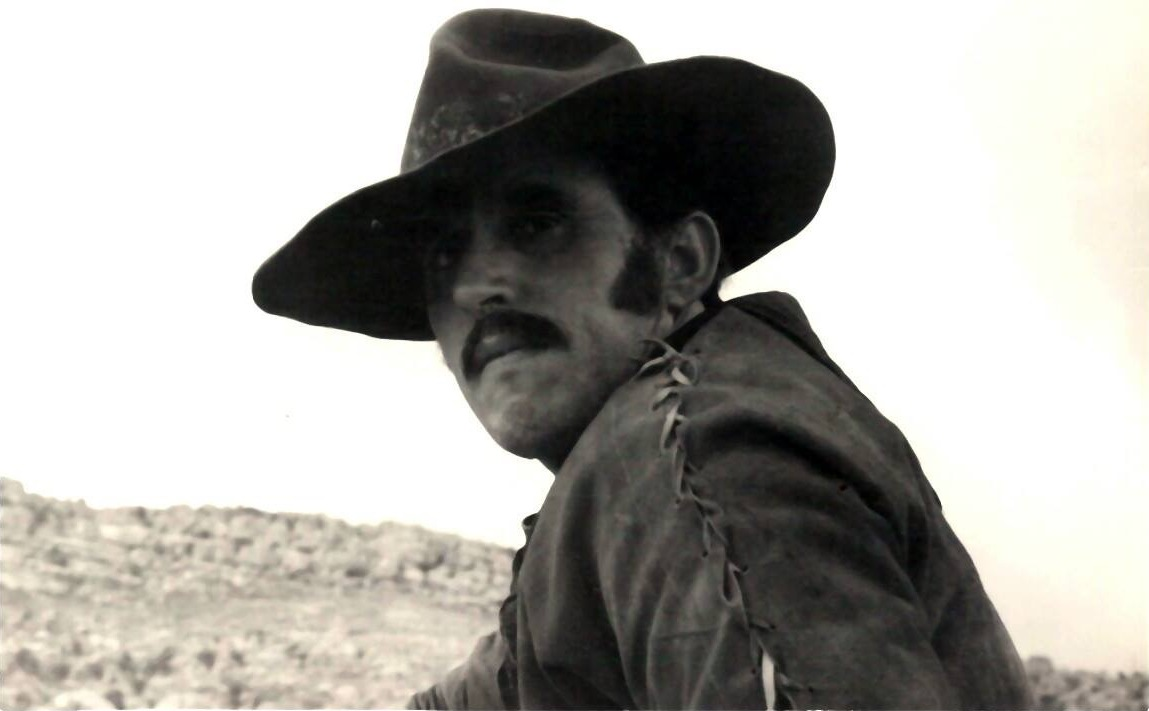
José Terrón

José Terrón (eigentlich José Terrón Peñaranda; * 5. Juli 1939 in Madrid; † 12. Mai 2019 in Benidorm) war ein spanischer Schauspieler.

## Leben
Er begann mit seinen drei Brüdern, Pedro, Ángel und Víctor, im Kino zu arbeiten und bekam Rollen als Stunt-Spezialist für Pferdestunts. José Terrón trat in den 1960er und 1970er Jahren in mehr als 50 Filmen auf, hauptsächlich in Italowestern. Aufgrund seines besonderen Aussehens spielte er normalerweise Bösewichte.

## Filmografie (Auswahl)
- 1961: El Cid
- 1964: Der Untergang des Römischen Reiches (The Fall of the Roman Empire)
- 1964: Circus-Welt (Circus World)
- 1965: Für ein paar Dollar mehr (Per qualche dollaro in più)
- 1966: Django
- 1966: Arizona Colt
- 1966: Kopfgeld: Ein Dollar (Navajo Joe)
- 1966: Zwei glorreiche Halunken (Il buono, il brutto, il cattivo)
- 1967: Von Mann zu Mann (Da uomo a uomo)
- 1967: Gott vergibt – Django nie! (Dio perdona … io no!)
- 1967: Die schmutzigen Dreizehn (Quindici forche per un assassino)
- 1968: Django – ich will ihn tot (Lo voglio morto)
- 1968: Rio Hondo (Comanche blanco)
- 1968: Shalako
- 1969: Seine Kugeln pfeifen das Todeslied (Il pistolero dell’Ave Maria)
- 1971: The Devil’s Backbone (El espinazo del diablo)